# Taller Danree y Silveira
Taller Danree y Silveira (Таллер Данре і Сілвейра) — з 1950 року уругвайський виробник автомобілів. Штаб-квартира знаходиться в Монтевідео. У 1960 році компанія припинила виробництво автомобілів.

## Заснування компанії. Початок виробництва автомобілів
Taller Danree y Silveira — перша уругвайська машина, причому, якщо в Аргентині перша місцева автомобільна марка з'явилася вже в першому десятилітті 20 століття, то в Уругваї — всього-лише в 1950. Фірму заснували панове Данре і Сілвейра, вони будували спортивні машинки, які називалися R Sport.
Основні вузли: мотор, коробка передач і мости були від «Рено» та постачалися з Франції. Моторчик був 4-циліндровим об'ємом в 660 см3, який розвивав 21 к.с. і розташовувався ззаду. 
Раму варили з труб, і вага її становила 80 кг, кузов робили зі склопластику, таким чином ставши одними з піонерів, бо «Корветт» з таким кузовом пішов у серію 1953 році. 
Склопластик вибрали тому, що країна була відсталою, не було можливостей виробляти металеві або алюмінієві кузови, і склопластик легко полагодити. Дизайн машини нагадував Alpine. 

## Припинення виробництва автомобілів. Закриття компанії
Машини випускалися фірмою до 1960 року, всього продали 32 машини. На жаль, більше нічого про них не відомо.

## Список автомобілів Taller Danree y Silveira
- 1950 — Taller Danree y Silveira R Sport